# 교대역 (부산)
교대역(Busan National University of Education station, 敎大驛)은 대한민국 부산광역시 연제구 거제동에 있는 동해선 광역전철과 부산 도시철도 1호선의 전철역이자 환승역이다. 부산 도시철도 1호선은 이 역부터 하단역까지 지하 구간이다.

## 역사
- 1985년 7월 19일 : 부산 도시철도 1호선 범어사역~범내골역 구간 개통과 함께 교대앞역으로 영업 개시
- 2010년 2월 24일: 교대역으로 역명 변경
- 2016년 12월 30일 : 부산진 기점 8.6km에서 동해본선 교대역 신설,[2] 동해선 광역전철 부전역~일광역 구간 개통과 함께 영업 개시[3]
- 2018년 2월 12일 : 동해선~부산 도시철도 1호선 간 환승통로 개통

## 역 구조
부산 도시철도 1호선은 개찰구와 바로 연결되어 있으며, 역무실(고객서비스센터) 역시 대합실이 아니라 다대포해수욕장 방향 승강장에 있다. 곡선 승강장이기 때문에 승강장과 전동차 사이의 간격이 넓으므로 승·하차시 발이 빠지지 않도록 주의하여야 한다. 출구는 부산교통공사 관할 7개, 한국철도공사 관할 4개로 총 11개다.

### 동해선 승강장
2면 2선의 상대식 승강장을 갖춘 지상역이며, 스크린도어가 설치되어 있다.
| ↑ 거제 |
| \| ２  |
| 동래 ↓ |

| 1 | ● 동해선 광역전철 | 거제 · 부전 방면                     |
| 2 | ● 동해선 광역전철 | 동래 · 센텀 · 신해운대 · 태화강 방면 |

### 1호선 승강장
2면 2선의 상대식 승강장을 갖춘 지하역이며, 스크린도어가 설치되어 있다.
| 연산 ↑ |
| \| 상  |
| ↓ 동래 |

| 상행 | ● 부산 도시철도 1호선 | 부전 · 서면 · 초량 · 다대포해수욕장 방면 |
| 하행 | ● 부산 도시철도 1호선 | 동래 · 명륜 · 온천장 · 노포 방면         |

## 역 주변
| 나가는 곳 | 방면 |
| --------- | --- |
| 1         | 거제동 부산종합운동장 부산고등법원 부산지방법원 부산고등검찰청 부산지방검찰청 이사벨중학교 이사벨고등학교 지구촌고등학교 |
| 2         | 부산의료원 월드메르디앙아파트 연산교차로                                                                                 |
| 3         | 국제신문 부산교육대학교 이사벨중학교 이사벨고등학교 연제구청                                                             |
| 4         | 동래시장 거제1동 행정복지센터 동래경찰서                                                                                 |
| 5         | 내성중학교 부산종합운동장 어린이재단부산지역본부                                                                         |
| 6         | 동래경찰서 동래소방서 동래고등학교                                                                                       |
| 8         | 동래경찰서 동래소방서 동래고등학교 동래시장                                                                              |
| 9         | 부산장애인종합복지관 |
| 10        | 교대사거리 주차장 |
| 11        | 이사벨중학교 이사벨고등학교 지구촌고등학교                                                                               |
| 12        | 주차장 |

## 승차량 변동
| 노선   | 노선 | 승차 인원 | 승차 인원 | 승차 인원 | 승차 인원 | 승차 인원 | 승차 인원 | 승차 인원 | 승차 인원 | 승차 인원 | 승차 인원 | 승차 인원 | 승차 인원 | 승차 인원 | 승차 인원 | 승차 인원 | 승차 인원 | 승차 인원 | 승차 인원 | 승차 인원 | 승차 인원 | 승차 인원 | 승차 인원 | 주석  |
| 노선   | 노선 | 2002년    | 2003년    | 2004년    | 2005년    | 2006년    | 2007년    | 2008년    | 2009년    | 2010년    | 2011년    | 2012년    | 2013년    | 2014년    | 2015년    | 2016년    | 2017년    | 2018년    | 2019년    | 2020년    | 2021년    | 2022년    | 2023년    | 주석  |
| ------ | ---- | --------- | --------- | --------- | --------- | --------- | --------- | --------- | --------- | --------- | --------- | --------- | --------- | --------- | --------- | --------- | --------- | --------- | --------- | --------- | --------- | --------- | --------- | ----- |
| 1호선  | 승차 | 18380     | 16148     | 14850     | 13850     | 12071     | 11735     | 12651     | 12430     | 12676     | 12441     | 11771     | 11927     | 11866     | 11552     |           |           |           |           |           |           |           |           | [ 6 ] |
| 동해선 | 승차 | 미개통    | 미개통    | 미개통    | 미개통    | 미개통    | 미개통    | 미개통    | 미개통    | 미개통    | 미개통    | 미개통    | 미개통    | 미개통    | 미개통    | 1,748     | 2,925     | 3,671     | 4,195     | 3,326     | 3,714     | 4,716     | 5,015     | [ 7 ] |
| 동해선 | 하차 | 미개통    | 미개통    | 미개통    | 미개통    | 미개통    | 미개통    | 미개통    | 미개통    | 미개통    | 미개통    | 미개통    | 미개통    | 미개통    | 미개통    | 2,073     | 3,251     | 4,095     | 4,684     | 3,589     | 3,909     | 5,227     | 5,595     | [ 7 ] |

## 사진

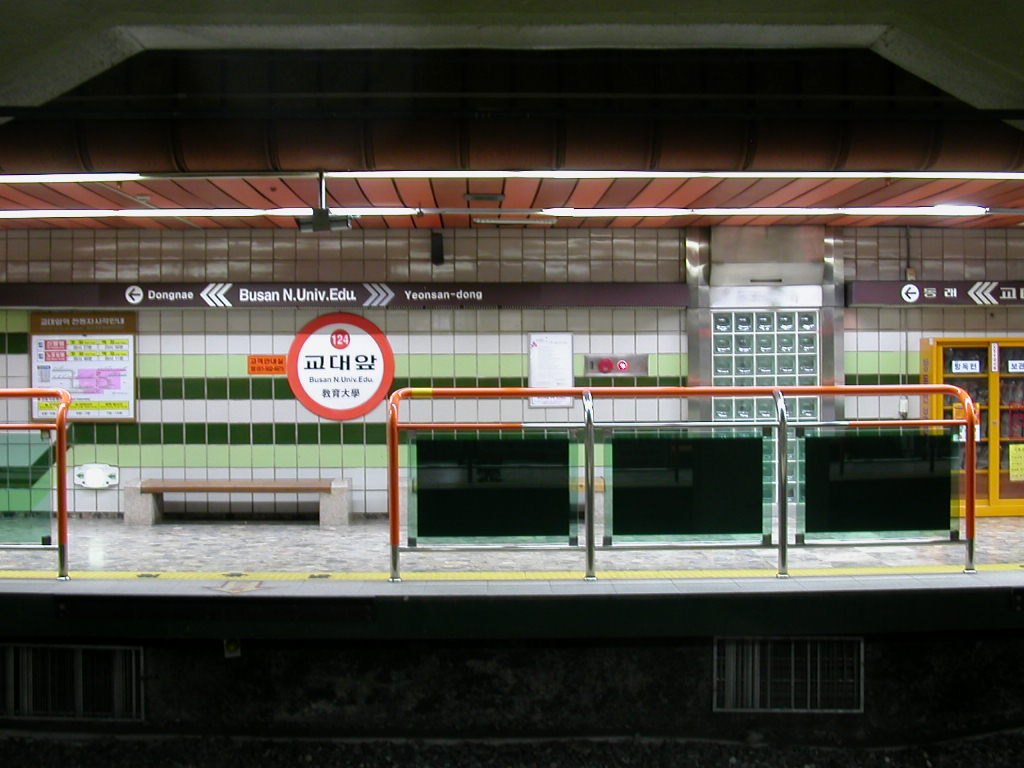
부산 도시철도 1호선 노포 방향 승강장(교대앞역 시절, 동해선 개통·스크린도어 설치 전)
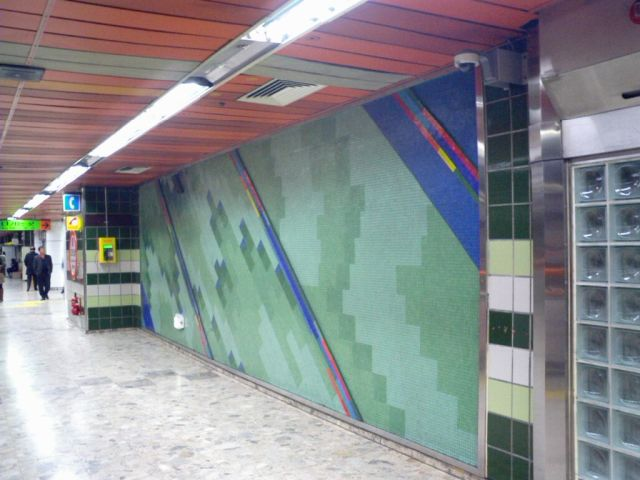
벽화(부산 도시철도 1호선 다대포해수욕장 방향 승강장)
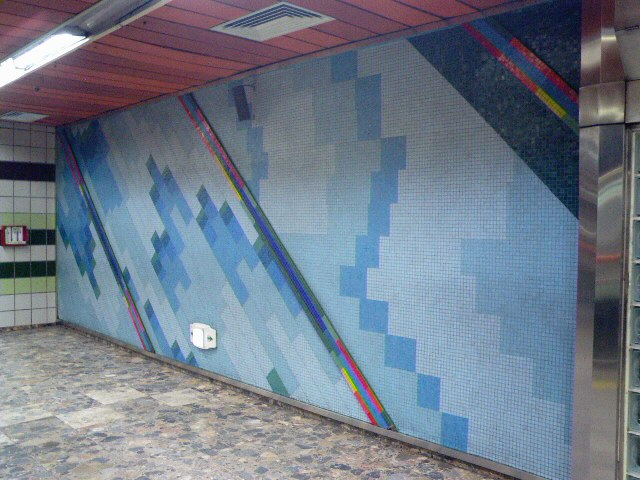
벽화(부산 도시철도 1호선 노포 방향 승강장)
교대앞역 시절 3번 출입구
개찰구와 승강장(스크린도어 설치 전, 교대앞역 시절)
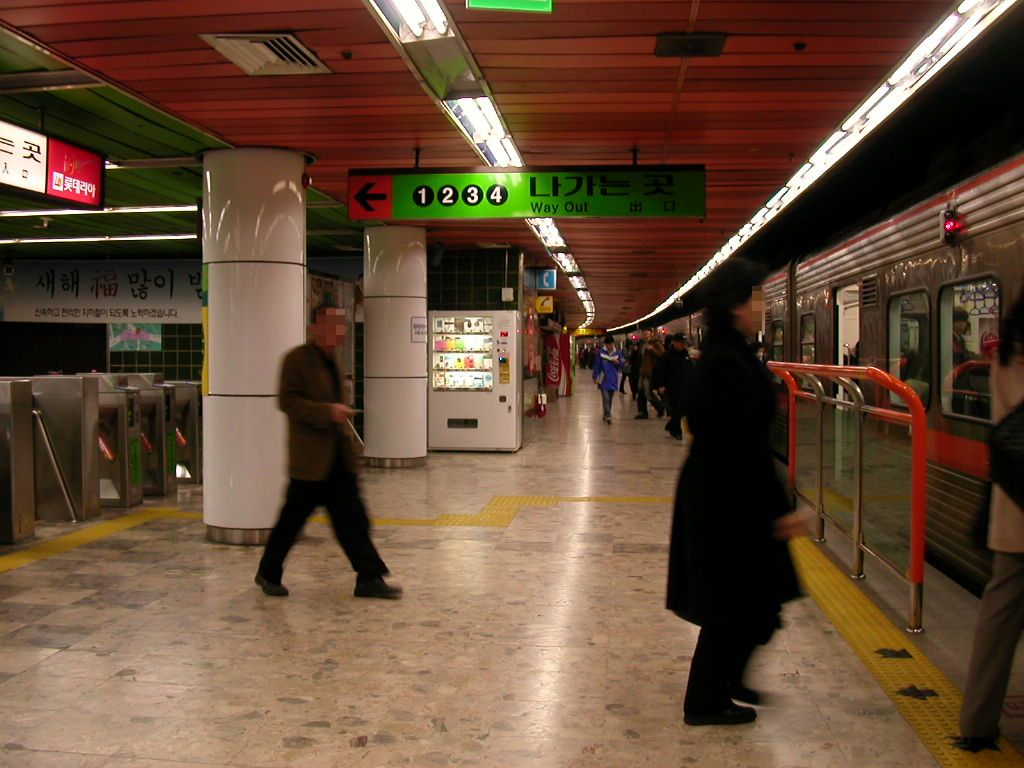
부산 도시철도 1호선 신평 방향 승강장(교대앞역 시절, 동해선·신평역~다대포해수욕장역 구간 연장 개통·스크린도어 설치 전)
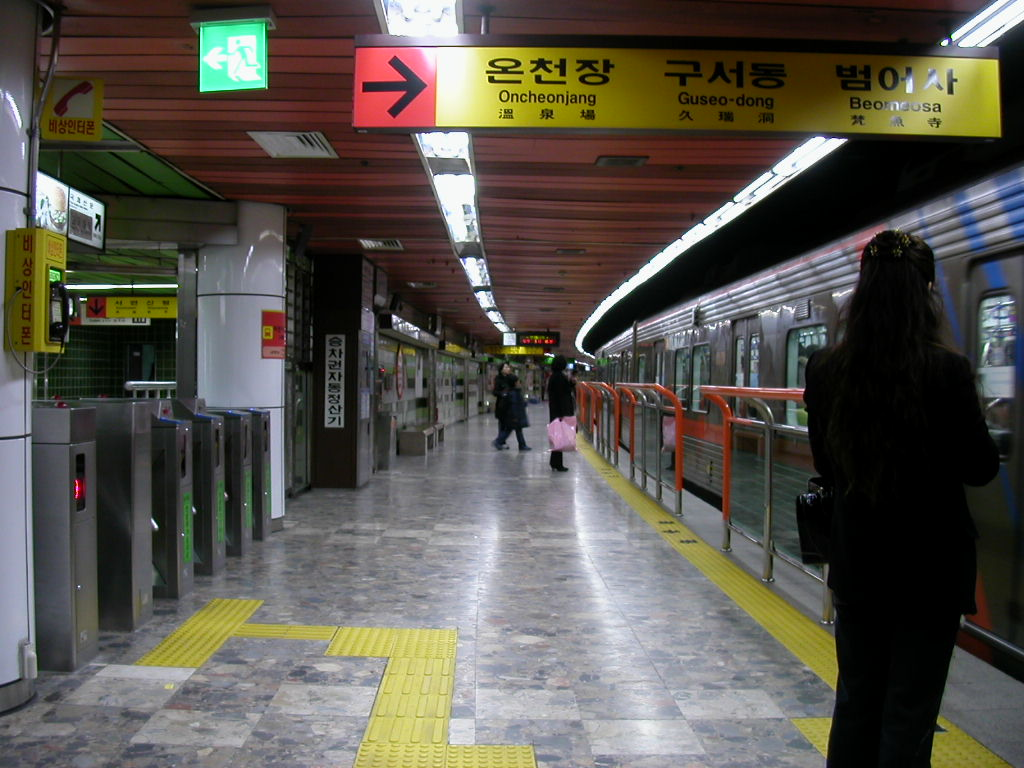
부산 도시철도 1호선 노포 방향 승강장(교대앞역 시절, 역명 '동' 삭제·스크린도어 설치 전)
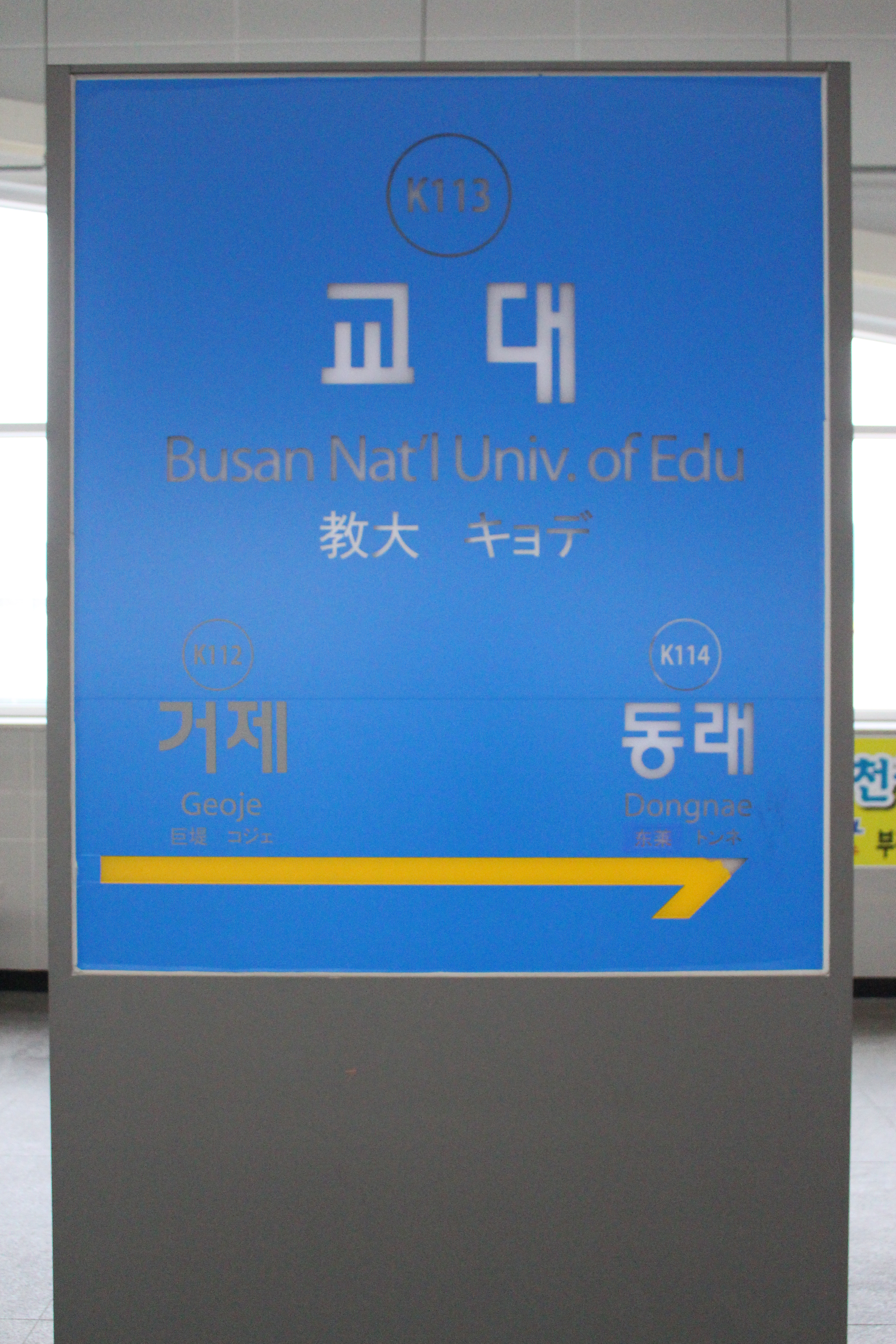
동해선 일광 방향 역명판

## 인접한 역
1호선 동래역과 동해선 동래역이 모두 이 역에 인접하나 두 역은 서로 관련이 없는 별개의 역이다.
| 부산 도시철도 1호선          | 부산 도시철도 1호선   | 부산 도시철도 1호선            |
| ---------------------------- | --------------------- | ------------------------------ |
| 123 연산 다대포해수욕장 방면 | ● 부산 도시철도 1호선 | 125 동래 (도시철도) 노포 방면  |
| 동해선                       |                       |                                |
| K112 거제 부전 (지상) 방면   | ● 동해선 광역전철     | K114 동래 (동해선) 태화강 방면 |